# Shankston Loch
Shankston Loch är en sjö i Storbritannien.   Den ligger i riksdelen Skottland, i den centrala delen av landet, 500 km nordväst om huvudstaden London. Shankston Loch ligger 178 meter över havet.  Trakten runt Shankston Loch består i huvudsak av gräsmarker.